# Baldur von Schirach
Baldur Benedikt von Schirach (n. 9 mai 1907, Berlin, Imperiul German – d. 8 august 1974, Kröv, Renania-Palatinat, RF Germania) a fost din 1936 conducătorul mișcării tineretului nazist Hitlerjugend și, din 1940, gauleiter și guvernator al orașului Viena. În 1946, la procesul de la Nürnberg intentat principalilor criminali de război naziști, Schirach a fost condamnat pentru crime împotriva umanității, după ce a fost stabilită contribuția sa la deportarea evreilor din Viena în lagărele de exterminare.
Baldur von Schirach s-a născut la Berlin, fiind fiul cel mai mic al directorului de teatru Norris von Schirach (1873-1948) și al soției sale americane Emma Middleton Lynah Tillou (1872-1944). Pe linie maternă, von Schirach a fost descendentul a doi semnatari ai Declarației de independență a Statelor Unite ale Americii.
În 1932, Schirach s-a căsătorit cu Henriette Hoffmann (1913-1992), fiica fotografului personal al lui Adolf Hitler, care era și un apropiat prieten personal. Prin această căsătorie, von Schirach a intrat în cercul intim al lui Adolf Hitler. 
În 1940, Schirach  a organizat evacuarea a cinci milioane de copii din orașele germane periclitate de bombardamentele Aliaților. În perioada august 1940 - mai 1945, Baldur von Schirach a fost guvernatorul orașului Viena și a determinat deportarea a 185.000 de evrei din Viena în lagărele de concentrare din Silezia și Polonia. 
În primul proces de la Nürnberg intentat principalilor criminali naziști, Schirach a fost găsit vinovat de crime împotriva umanității și achitat de învinuirea de participare la plănuirea unui război de agresiune. A fost condamnat la 20 de ani de detenție, pedeapsă executată integral la penitenciarul din Berlin-Spandau. În procesul de la Nürnberg, Schirach (împreună cu Albert Speer) a încercat să-l acuze pe Adolf Hitler pentru crimele comise. După eliberarea din închisoare, Schirach s-a stabilit în provincia Renania-Palatinat. În volumul său de memorii,  „Ich glaubte an Hitler” („Am crezut în Hitler”), publicat în 1967, Schirach a afirmat că nu ar fi știut de asasinarea în masă a evreilor deportați.